# Fushimi-Momoyama
O Castelo Fushimi-Momoyama, também conhecido por Castelo Momoyama (桃山城, Momoyama-jō) ou Castelo Fushimi (伏見城, Fushimi-jō), é um castelo japonês localizado em Kyoto, Fushimi, Ward do Japão. A sua estrutura atual consiste numa réplica do original construído por Toyotomi Hideyoshi.

## História
A construção do Castelo Fushimi original começou em 1592, um ano após a aposentadoria de Toyotomi Hideyoshi da regência, e foi concluída em 1594, contou com a participação dos esforços de cerca de 20 500 trabalhadores da construção de 20 províncias.
Apesar da sua aparência militar exterior, a estrutura foi projetada com o propósito de servir de casa de retiro de Hideyoshi e foi decorada e amobilada como tal. O castelo é particularmente famoso pelo seu quarto dedicado à cerimónia do chá, onde tanto as paredes como os utensílios estavam cobertos com folhas de ouro. O castelo também foi projetado para servir como um lugar onde Hideyoshi poderia ter conversações pacíficas com os diplomatas chineses que procuravam por fim às invasões da Coreia por Hideyoshi, contudo um terramoto destruiu completamente o castelo apenas dois anos após ter sido construído.
O castelo foi seguidamente reconstruído e passou a ser controlado por Torii Mototada um vassalo de Tokugawa Ieyasu. Em 1600, o castelo caiu sobre o famoso cerco de Fushimi organizado por Ishida Mitsunari. Torii Mototada mum ato de bravura, defendeu o castelo por 11 dias, atrasando as forças de Ishida e permitindo que o seu senhor Tokugawa tivesse tempo para montar o seu próprio exército, para o defender. Isto teve um profundo efeito sobre a batalha de Sekigahara, que marcou o final da vitória sobre os rivais de Tokugawa.
Em 1623 o castelo foi desmontado e muitas de suas salas e edifícios foram incorporados em vários castelos e templos por todo o Japão. Um templo em Kyoto, a Yogen-in ( 养源院 ), tem um teto manchado de sangue que foi o piso de um corredor do Castelo Fushimi, onde Torii Mototada e os seus companheiros cometeram seppuku. O castelo não foi reconstruído até 1964 , quando foi feita uma réplica, composta principalmente de concreto. A nova estrutura serviu como um museu da vida e das campanhas de Toyotomi Hideyoshi, contudo foi fechado ao público em 2003.